# Bundesautobahn 544
Die Bundesautobahn 544 (Abkürzung: BAB 544) – Kurzform: Autobahn 544 (Abkürzung: A 544) – ist eine Autobahn in Nordrhein-Westfalen.

## Geschichte
Sie wurde bereits 1925 in der Weimarer Republik geplant und als Beginn der Reichsautobahn Aachen–Köln gebaut. Der erste Abschnitt wurde im Jahre 1941 mit dem Teilstück von Eschweiler bis Verlautenheide dem Verkehr übergeben. Die Verlängerung bis zum Europaplatz wurde allerdings erst 1958 fertiggestellt. Nach der Verlängerung dieser Autobahn Richtung Niederlande (heutige A 4) in den 1970er Jahren fungiert sie als Stadtautobahn für das Stadtzentrum von Aachen.
Die A 544 beginnt am Europaplatz in Aachen und führt über rund fünf Kilometer bis zum Autobahnkreuz Aachen, wo sie in die A 4 mündet. Auf der ganzen Autobahn besteht eine Geschwindigkeitsbeschränkung von maximal 100 km/h. Die Ausfahrt Aachen-Rothe Erde kann nur in Richtung Europaplatz befahren werden, die Auffahrt entsprechend nur in Richtung Autobahnkreuz Aachen. Hier war das Autobahndreieck Rothe Erde als Anschluss zur A 545 (damals A 111) geplant.
Zu den Kommunalwahlen in Nordrhein-Westfalen 2020 forderten Bündnis 90/Die Grünen, zugunsten eines neuen Quartiers zwischen dem Europaplatz und der Anschlussstelle Rothe Erde die 544 zu verkürzen, obwohl bis 2020 umfangreiche Sanierungsarbeiten an dieser Autobahn stattgefunden haben. So wurden die Leitplanken und die Fahrbahnen mit Flüsterasphalt erneuert sowie der Parkplatz Haarberg entfernt. Außerdem wurde die Haarbachtalbrücke saniert.
Diese Sanierungsmaßnahmen waren jedoch nur von kurzer Dauer, bevor die Haarbachtalbrücke im Januar 2024 schließlich vollständig abgerissen werden musste. Zukünftig soll an selber Stelle ein Brückenneubau entstehen. Die Autobahn ist daher seitdem zwischen der Anschlussstelle Würselen und dem Europaplatz vollständig gesperrt. Eine Wiedereröffnung ist für den 8. September 2025 geplant.
Die A 544 hieß ursprünglich A 75, zeitweilig auch A 580.

## Galerie

Bundesautobahn 544
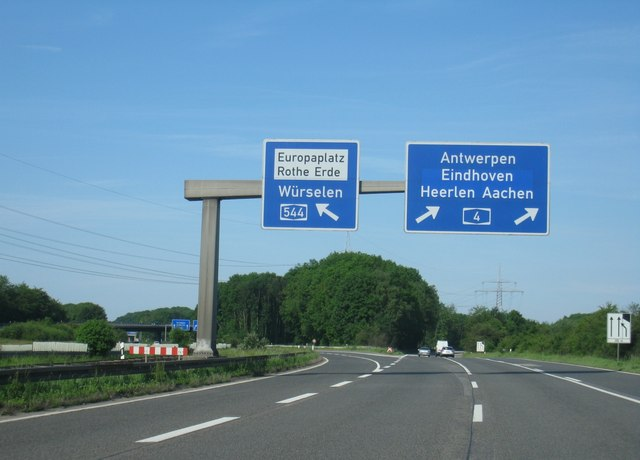
Beginn der A 544 im Autobahnkreuz Aachen (2010)
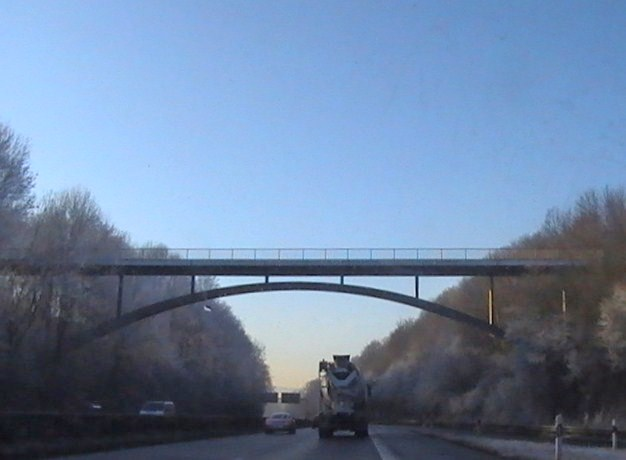
Brücke über die Autobahn bei Würselen
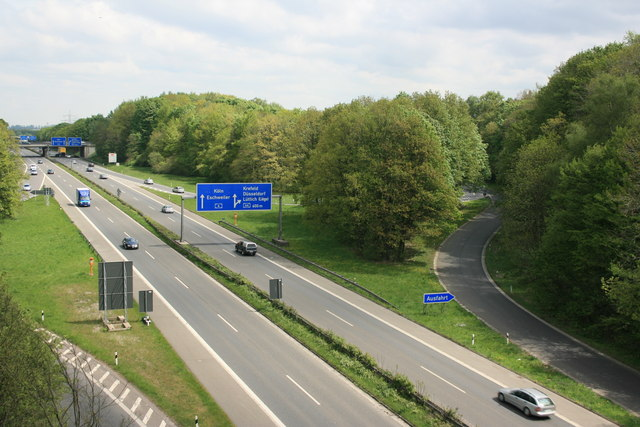
Anschlussstelle Würselen
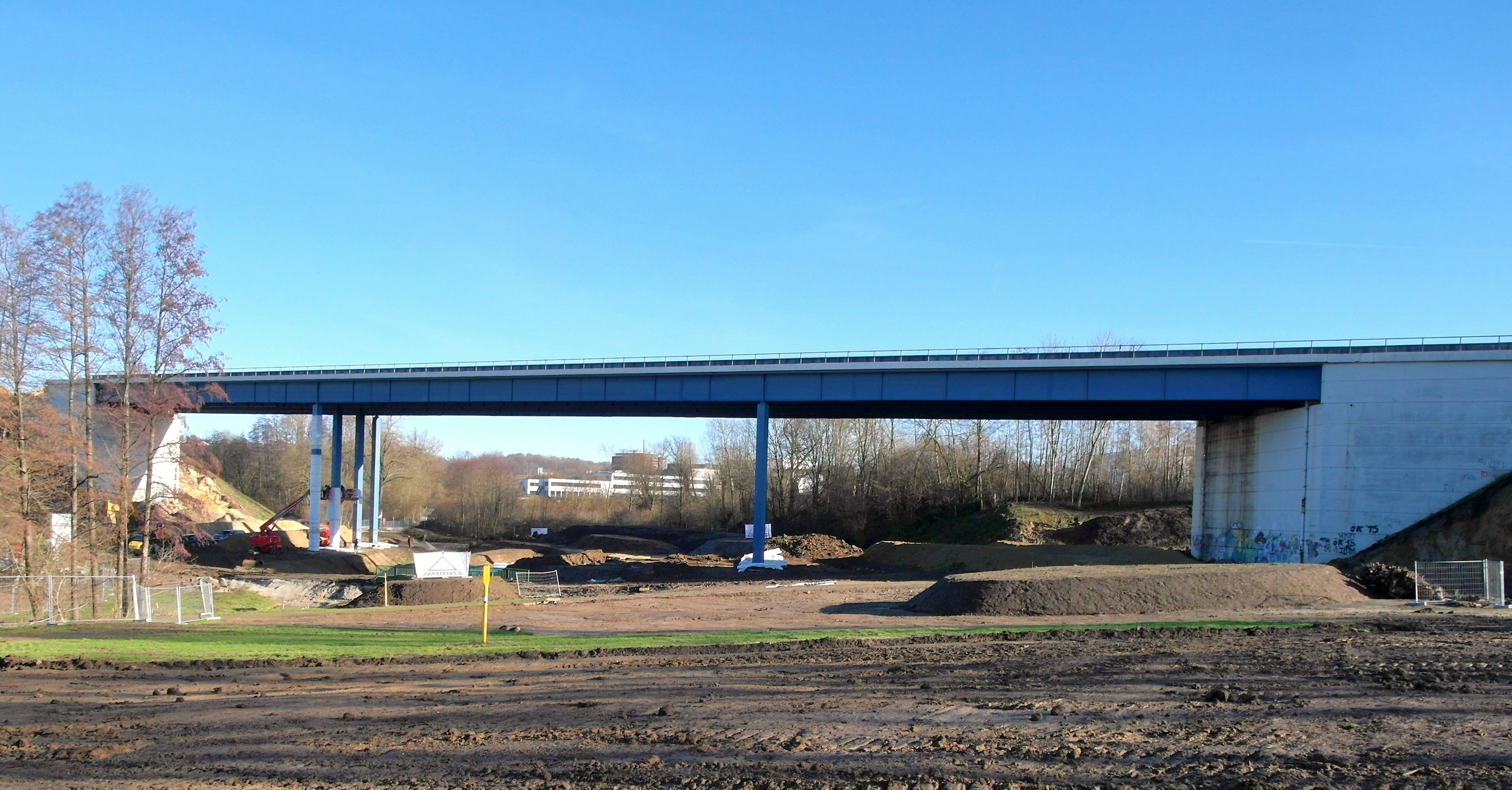
Alte Haarbachtalbrücke (1956–2024)
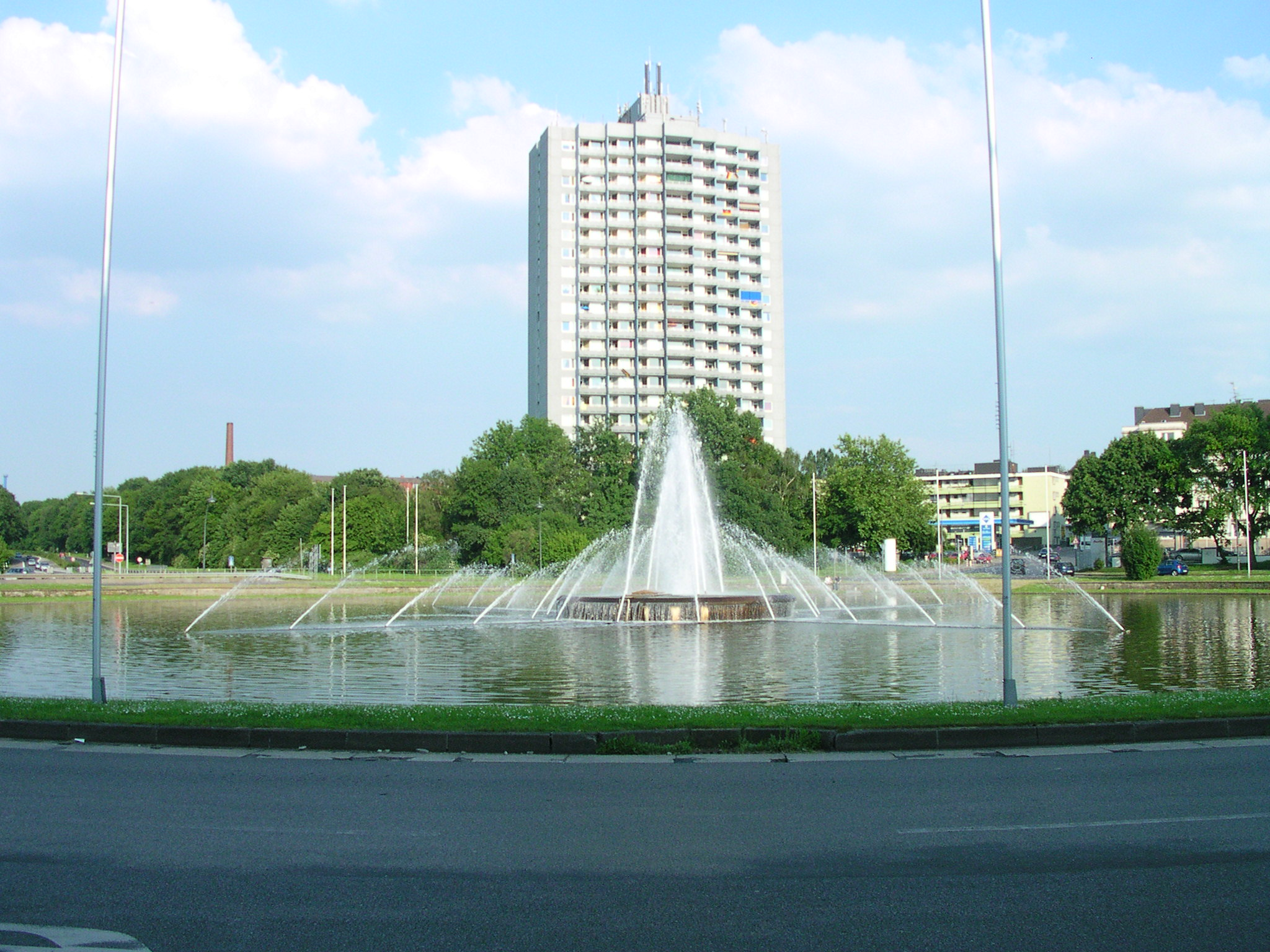
Europaplatz, westlicher Endpunkt der Autobahn 544